# VV Elinkwijk in het seizoen 1964/65
Het seizoen 1964/1965 was het 11e jaar in het bestaan van de Utrechtse betaaldvoetbalclub Elinkwijk. De club kwam uit in de Eerste divisie en eindigde daarin, na een beslissingswedstrijden tegen Willem II, op de tweede plaats, dit betekende dat de club rechtstreeks promoveerde naar de Eredivisie. Tevens deed de club mee aan het toernooi om de KNVB beker, hierin werd in de tweede ronde, na strafschoppen, verloren van Enschedese Boys (1–1).

## Wedstrijdstatistieken

### Eerste divisie
|       | Alkmaar '54 | Blauw-Wit | DHC   | Eindhoven | Enschedese Boys | Excelsior | Holland Sport | N.E.C. | RBC   | Veendam | Velox | Volendam | De Volewijckers | VVV   | Willem II |
| ----- | ----------- | --------- | ----- | --------- | --------------- | --------- | ------------- | ------ | ----- | ------- | ----- | -------- | --------------- | ----- | --------- |
| Thuis | 2 – 0       | 2 – 0     | 4 – 0 | 4 – 2     | 3 – 2           | 3 – 0     | 3 – 0         | 2 – 1  | 3 – 0 | 4 – 1   | 0 – 2 | 1 – 0    | 2 – 1           | 2 – 2 | 1 – 0     |
| Uit   | 5 – 3       | 0 – 1     | 1 – 0 | 0 – 1     | 1 – 0           | 0 – 1     | 0 – 0         | 0 – 0  | 1 – 0 | 5 – 0   | 0 – 1 | 3 – 0    | 2 – 0           | 0 – 0 | 0 – 1     |

### Beslissingswedstrijd
| Beslissingswedstrijd                                                                                | Willem II                                                                       | 6 – 2 (6 – 1) | Elinkwijk                             |
| 16 mei 1965 Plaats: 's-Hertogenbosch De Vliert Toeschouwers: 18.000 Scheidsrechter: Ton Nieuwenhoff | Willy Senders 4', 20', 36' Wil van Lee 35' Frie Nouwens 39' Piet Timmermans 42' |               | 11' Jan Blaauw 77' Tonnie Nieuwenhuys |

### KNVB beker
| 1e ronde                                            | Elinkwijk              | 1 – 0 (1 – 0)                      | BVV              |
| 4 oktober 1964 Plaats: Utrecht Amsterdamsestraatweg | Hennie van Egdom 30'   |                                    |                  |
| 2e ronde                                            | Elinkwijk              | 1 – 1 (0 – 1, 1 – 1) Na verlenging | Enschedese Boys  |
| 9 februari 1965 Plaats: Utrecht Galgenwaard         | Tonnie Nieuwenhuys 48' |                                    | 26' Henk Leusink |

## Statistieken Elinkwijk 1964/1965

### Eindstand Elinkwijk in de Nederlandse Eerste divisie 1964 / 1965
| Stand | Gespeeld | Gewonnen | Gelijk | Verloren | Punten | Doelpunten voor | Doelpunten tegen |
| ----- | -------- | -------- | ------ | -------- | ------ | --------------- | ---------------- |
| 2e    | 30       | 18       | 4      | 8        | 40     | 44              | 29               |

### Topscorers
| #                 | Naam               | Goal |
| ----------------- | ------------------ | ---- |
| 1.                | Henny van Egdom    | 15   |
| 2.                | Tonnie Nieuwenhuys | 7    |
| 2.                | Bert van Straalen  | 7    |
| 4.                | Jan de Kleijn      | 5    |
| 5.                | Martin Voorn       | 4    |
| 6.                | Gerard Hogenbirk   | 2    |
| 6.                | Henk van Laatum    | 2    |
| 7.                | Karel Sülzle       | 1    |
| Onbekend doelpunt |                    |      |
| –                 | Onbekend           | 1    |
| Totaal            | Totaal             | 44   |

| #      | Naam               | Goal |
| ------ | ------------------ | ---- |
| 1.     | Jan Blaauw         | 1    |
| 1.     | Tonnie Nieuwenhuys | 1    |
| Totaal | Totaal             | 2    |

| #      | Naam               | Goal |
| ------ | ------------------ | ---- |
| 1.     | Henny van Egdom    | 1    |
| 1.     | Tonnie Nieuwenhuys | 1    |
| Totaal | Totaal             | 2    |

## Voetnoten
Alkmaar '54 ·
Blauw-Wit ·
DHC ·
Elinkwijk ·
Enschedese Boys ·
Eindhoven ·
Excelsior ·
Holland Sport ·
N.E.C. ·
RBC ·
Veendam ·
Velox ·
Volendam ·
De Volewijckers ·
VVV ·
Willem II